# Slavnarrativ

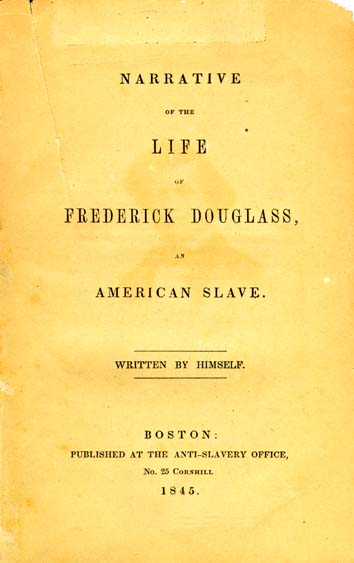
Narrative of the Life of Frederick Douglass, en av de mest berömda slavberättelserna.

Slavnarrativ eller slavberättelse syftar på en litterär genre som behandlar den självupplevda erfarenheten av slaveri. Traditionellt syftar den ofta på berättelser om afroamerikaners upplevelse av slaveri i USA, men i vid mening omfattar den även autobiografiska berättelser om slaveri i alla tider och kulturer. Utöver amerikanska slavberättelser, tillhör narrativen av offren för barbareskpiraternas slavhandel till slaveri i Osmanska riket de mer kända.